# Трёхлапая жаба

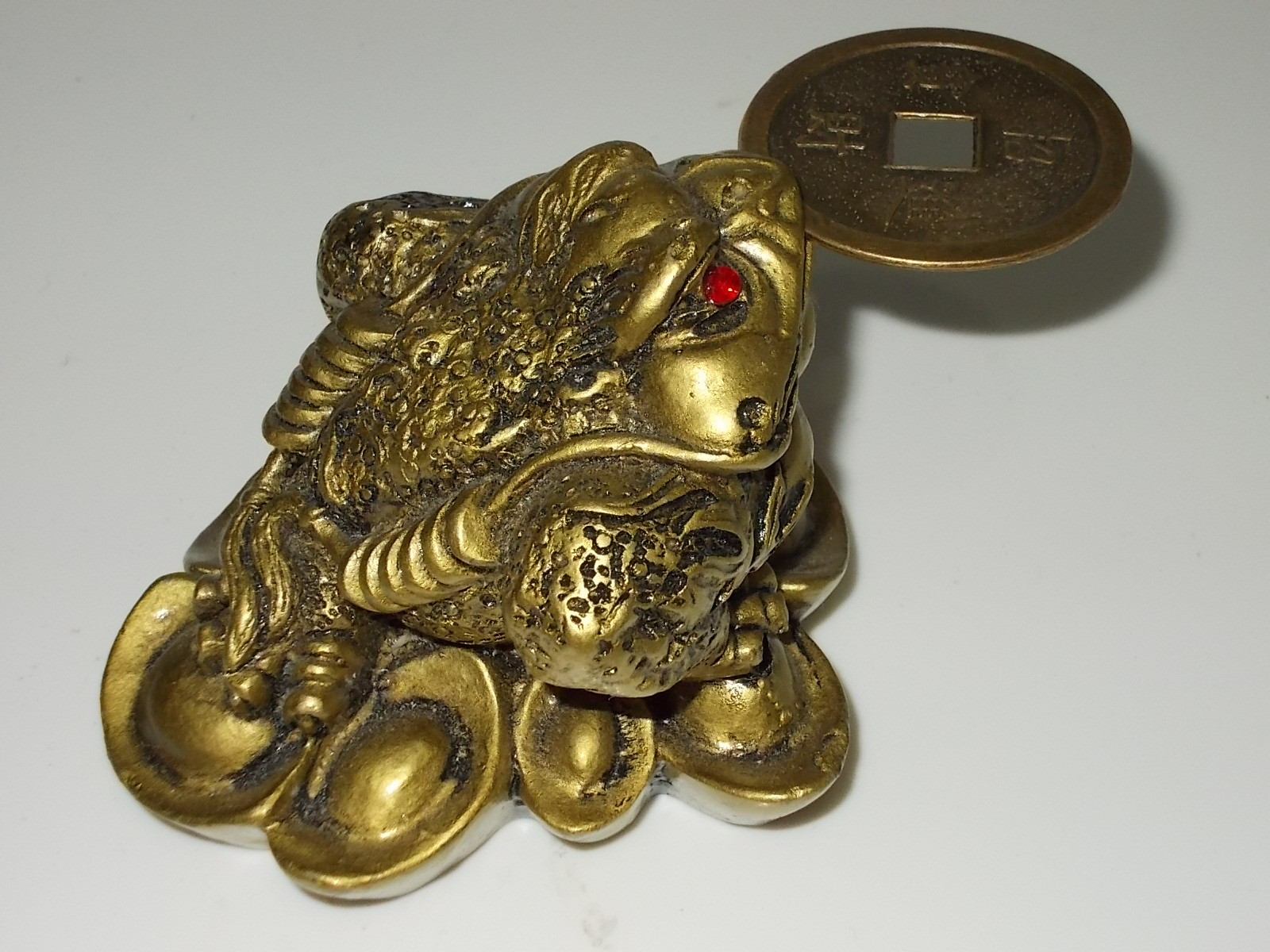
Статуэтка трёхлапой жабы

Трёхлапая жаба (кит. упр. 招財蟾蜍, пиньинь zhāocái chánchú, палл. чжаоцай чаньчу), реже Чань Чу — в китайской культуре символ богатства, жаба с тремя лапами. Некогда была существом злобным и мстительным настолько, что люди обратились к Будде. В процессе обуздания жаба утратила одну из своих лап. В качестве расплаты за свои грехи выплёвывает золотые монеты. Поэтому изображается сидящей на стопке золотых монет и держащей одну во рту, часто с красными глазами и ноздрями.

## Метод использования
Трёхлапую жабу используют как «магнит» для денег. Её лучше всего располагать у двери жилища так, будто бы она впрыгивает в дом. Если есть несколько жаб, их ставят в разные комнаты. Жабу нельзя ставить высоко, так как по преданию жабы боятся высоты. Китайцы очень любят этот талисман и используют его дома и в бизнесе. Жабу надо каждый день гладить, чтобы монетка выпадала изо рта.

## История
По легенде, Чань Чу раньше был злым разбойником, который грабил и убивал всех, кого встречал на своем пути. Через некоторое время он настолько озлобился, что начал нападать на низших божеств, после чего последние обратились к Будде. Будда наказал Чань Чу, забрав одну из четырех лап. Теперь, замаливая грехи, Чань Чу пытается помочь людям разбогатеть. Также он должен защищать их.

## В массовой культуре
Трёхлапая жаба используется в логотипе телекомпании ВИД. Прототипом для логотипа стала посмертная маска китайского философа Го Сяна с изображением жабы на голове.